# Тіган Преслі
Ешлі Еріксон (англ. Ashley Erickson); нар. 24 липня 1985 року, Зе Вудлендс, Техас, США), відома як Ті́ган Пре́слі (англ. Teagan Presley) — американська порноакторка, еротична модель та порнорежисерка. 

## Життєпис
У 2007 році одружилася з Талером Дерденом, в липні наступного року пара розлучилася. У квітні 2010 році одружилася з Джошем Леманом.

### Порноіндустрія
У кінці 2004 року підписала ексклюзивний трирічний контракт з порностудією Digital Playground. Псевдонім вибрала, бо батьки хотіли назвати її Тіган, а частково з поваги до Лізи Марії Преслі.
У 2004 році з'явилася на шоу Говарда Стерна.
Тіган Преслі покинула Digital Playground, щоб заснувати свій вебсайт і виробничу компанію зі своїм чоловіком, порноактором Тайлером Дерденом.
У липні 2008 року оголосила, що мала грудні імплантати, які були замінені й що вона виставить їх на аукціон eBay.
У 2010 році була названа однією з 12 головних порнозірок журналом «Maxim».
2013 року стала однією з 16 акторок документального фільму Дебори Андерсон «Збуджена» (англ. «Aroused»).

## Нагороди

### XRCO
- 2005 Найкраща нова старлетка[14]
- 2005 Teen Cream Dream[14]
- 2005 Best 3-Way[14]
- 2009 Найкращий Cumback[15]

### Інші
- 2004 Rog Reviews Critic's Choice Award — Best Newbie
- 2004 CAVR Award — Starlet of the Year
- 2004 °F.O.X.E. Award — Vixen
- 2004 Adam Film World Award — Best New Starlet
- 2007 F.A.M.E. Award — Favorite Ass[16]
- 2008 Night Moves Adult Entertainment Award — Найкраща танцівниця[17]
- 2009 AVN Award — Найкраща соло-сцена — Not Bewitched XXX[18]
- 2009 °F.A.M.E. Award — Улюблені сідниці[19]
- 2009 Exotic Dancer Awards — Найкраща виконавиця року[20]
- 2009 Nightmoves — Найкраща танцівниця[21]
- 2010 AVN Award — Найкращий лесбійський груповий секс — Deviance (Єва Анджеліна, Тіган Преслі, Санні Леон і Алексіс Тексіс)[22]
- 2010 AVN Award — Найкраща соло сцена — Not the Bradys XXX[22]
- 2010 XBIZ Award — Порноакторка року (Голос народу)[23]
- 2010 °F.A.M.E. Award — Найгарячіше тіло[24]